# Турски поток
„Турски поток“ е международен газопровод, който минава по дъното на Черно море от Русия (Краснодарски край, гр. Анапа) до европейската част на Турция. Към 2021 г. е в експлоатация една от двете планирани тръби с капацитет 15.75 млрд. куб. м. годишно всяка. Продължението на Турски поток в България, още наричано „Балкански поток“, позволява пренос на газ от Турция към Сърбия.
На 1 януари 2020 г. Русия започва да доставя газ директно до Турция и спира доставките през Украйна и Транс-балканския газопровод (свързващ Украинската газова система с Турската през Румъния и България). България се отказва от 1.3 млрд. лв. гарантирани приходи от транзитен пренос на газ по старото трасе от Румъния към Турция.

## Виж също
- Балкански поток, продължението на „Турски поток“ в България